# رودریگو د لا سرنا
رودریگو دِ لا سرنا (به اسپانیایی: Rodrigo de la Serna‎؛ زادهٔ ۱۸ آوریل ۱۹۷۶) بازیگر اهل آرژانتین است.
از بازی های معروف وی می‌توان به بازی در سریال خانه کاغذی اشاره کرد. او در فصل سوم و چهارم و پنجم این سریال در نقش مارتین بروته «پالرمو» جلوی دوربین رفت. از دیگر فیلم ها یا برنامه‌های تلویزیونی که وی در آن نقش داشته است، می‌توان به خاطرات موتورسیکلت، همان عشق، همان باران و تترو اشاره کرد. 